# Ardisia reynosoi
Ardisia reynosoi är en viveväxtart som beskrevs av Benjamin Clemens Masterman Stone. Ardisia reynosoi ingår i släktet Ardisia och familjen viveväxter. Inga underarter finns listade i Catalogue of Life.